# Soneto 128
| «» Soneto 128 |
| --- |
| How oft, when thou, my music, music play’st, Upon that blessed wood whose motion sounds With thy sweet fingers, when thou gently sway’st The wiry concord that mine ear confounds, Do I envy those jacks that nimble leap To kiss the tender inward of thy hand, Whilst my poor lips, which should that harvest reap, At the wood’s boldness by thee blushing stand. To be so tickled, they would change their state And situation with those dancing chips, O’er whom thy fingers walk with gentle gait, Making dead wood more blest than living lips. Since saucy jacks so happy are in this, Give them thy fingers, me thy lips to kiss. |
| –William Shakespeare |

Soneto 128 é um soneto que compõe os 154 sonetos de Shakespeare.

## Sinopse
Este soneto usa a ideia poética convencional do poeta invejando um objeto sendo tocado pela amada. O soneto descreve o desejo do poeta pelos lábios da amada enquanto ela toca espineta. Ele inveja as teclas que podem ser tocadas e beijadas pelos dedos dela, ao invés de seus próprios lábios. O poeta deixa transparecer o ciúme sentido pelo instrumento musical usado pela Dama Morena.

## Estrutura
O Soneto 128 é um soneto inglês e segue o esquema de rima típico da forma ABAB CDCD EFEF GG.
Ele é composto em pentâmetro iâmbico.

## Traduções

### Tradução deThereza Christina Rocque da Motta
A tradutora, como o fez nas outras traduções de Shakespeare, não se ateve a ritmo, métrica ou rima, fazendo-a próxima à tradução literal.
Toda vez, quando tu, minha música, tocas

O abençoado cravo que emite os sons

Com o movimento de teus dedos, quando, doce,

Tanges as cordas que confundem meus ouvidos,

Invejo essas teclas, que, ágeis, saltam

Para beijar a suave concavidade de tuas mãos,

Enquanto meus pobres lábios, que deveriam beijá-las,

Permanecem impávidos e corados, junto ao cravo.

Ao serem acariciados mudariam de condição

E de posição com as teclas dançarinas

Sobre as quais teus dedos caminham alegres,

Tornando a madeira morta mais viva do que os lábios.

Como as teclas saltitantes que tocam felizes,

Dá-lhes teus dedos, e teus lábios, a mim.

### Tradução deMilton Lins
Neste soneto, o tradutor fugiu do pentâmetro iâmbico original, decassílabo, e fez sua tradução em dodecassílabos, na maioria dos  versos seguindo o ritmo de hexâmetro iâmbico.
Frequente, quando tu agitas suavemente,

No móvel de madeira, os sons assim movidos,

Teus dedos de ternura oscilas, gentilmente.

Das cordas vem a paz em transe aos meus ouvidos.

Invejo o teu teclado em que saltitas lesta

Para no imo beijar de tua mão; até

Meus lábios, em verdade, esperam pela festa

Da audácia do instrumento, a ti servindo em pé.

Para tanto prazer, mudar somente os passos,

As teclas com a dança assumem ares sábios.

Os teus dedos então alinham novos traços,

Dando à madeira morta a cor de vivos lábios.

Se o teclado atrevido está feliz assim,

Teus dedos doa a ela, e teus beijos a mim.

### Tradução de José Arantes Júnior
O tradutor, como o fez com as outras traduções dos sonetos de Shakespeare, não obedeceu a métrica nem a ritmo, fixando-se apenas no esquema rímico. Utilizou, para isso, um formato plástico visual, com 36 caracteres em cada verso, que ficam alinhados quando se utiliza fonte monoespaçada. E, como nos outros sonetos traduzidos, acrescentou-lhe um título.
A madeira e os lábios

Quando tocas uma música com afinação

Na madeira especial que rege os sons,

Teus dedos fazem uma suave oscilação

E minha audição até confunde os tons;

Invejo teclas que se movem vivamente

Com o intuito de beijar as tuas mãos,

Já os meus lábios almejam igualmente

Mas ficam só com uma corada intenção;

Para isto eles mudariam o seu estado

Para se tornarem as teclas dançantes,

Pois dedos tocam na madeira afinados

Pondo-a mais viva que lábios amantes;

Deixa teus dedos agir nestes ansejos,

E deixa teus lábios para meus beijos.